# 夏を待つ理由
『夏を待つ理由』（なつをまつりゆう）は、大事MANブラザーズバンド3枚目のオリジナル・アルバム。1992年7月1日に日本コロムビアより発売された。

## 概要
日本コロムビア移籍後初アルバム。同年4月ファンハウスより発売されたシングル「うたをうたおう」は未収録。

## 収録曲
（全作詞：立川俊之）
1. Say Yah!!
作曲：立川俊之、編曲：大事MANブラザーズバンド
2. ゆるぎない幸せのカタチ
作曲：立川俊之、編曲：大事MANブラザーズバンド
八十二銀行CMソング。
3. Bye-Love
作曲：立川俊之、編曲：大事MANブラザーズバンド
後に5枚目のシングルとしてシングルカットされた。
4. 砂に消えた恋
作曲：立川俊之、編曲：大事MANブラザーズバンド&渡辺禎史
5. 夏を待つ理由
作曲：立川俊之、編曲：大事MANブラザーズバンド
後にシングル『Bye-Love』のカップリング曲としてシングルカットされた。
6. いなせでいこうよ!!
作曲：山田哲生、編曲：大事MANブラザーズバンド
7. 今年もお見事ワイハの衆
作曲：立川俊之、編曲：大事MANブラザーズバンド
8. 下町 My Favorite Sister
作曲：立川俊之、編曲：大事MANブラザーズバンド&渡辺禎史
9. ちょっとづつ不本意な青春
作曲：立川俊之、編曲：大事MANブラザーズバンド&渡辺禎史
10. 人情MAN
作曲：立川俊之、編曲：大事MANブラザーズバンド
11. 荒波のうた
作曲：立川俊之、編曲：渡辺禎史